# SERPINA12
SERPINA12 (англ. Serpin family A member 12) – білок, який кодується однойменним геном, розташованим у людей на 14-й хромосомі. Довжина поліпептидного ланцюга білка становить 414 амінокислот, а молекулярна маса — 47 175.
| 10         |  | 20         |  | 30         |  | 40         |  | 50         |
| ---------- |  | ---------- |  | ---------- |  | ---------- |  | ---------- |
| MNPTLGLAIF |  | LAVLLTVKGL |  | LKPSFSPRNY |  | KALSEVQGWK |  | QRMAAKELAR |
| QNMDLGFKLL |  | KKLAFYNPGR |  | NIFLSPLSIS |  | TAFSMLCLGA |  | QDSTLDEIKQ |
| GFNFRKMPEK |  | DLHEGFHYII |  | HELTQKTQDL |  | KLSIGNTLFI |  | DQRLQPQRKF |
| LEDAKNFYSA |  | ETILTNFQNL |  | EMAQKQINDF |  | ISQKTHGKIN |  | NLIENIDPGT |
| VMLLANYIFF |  | RARWKHEFDP |  | NVTKEEDFFL |  | EKNSSVKVPM |  | MFRSGIYQVG |
| YDDKLSCTIL |  | EIPYQKNITA |  | IFILPDEGKL |  | KHLEKGLQVD |  | TFSRWKTLLS |
| RRVVDVSVPR |  | LHMTGTFDLK |  | KTLSYIGVSK |  | IFEEHGDLTK |  | IAPHRSLKVG |
| EAVHKAELKM |  | DERGTEGAAG |  | TGAQTLPMET |  | PLVVKIDKPY |  | LLLIYSEKIP |
| SVLFLGKIVN |  | PIGK       |  |            |  |            |  |            |

A: Аланін

C: Цистеїн

D: Аспарагінова кислота

E: Глутамінова кислота

F: Фенілаланін

G: Гліцин

H: Гістидин

I: Ізолейцин

K: Лізин

L: Лейцин

M: Метіонін

N: Аспарагін

P: Пролін

Q: Глутамін

R: Аргінін

S: Серин

T: Треонін

V: Валін

W: Триптофан

Кодований геном білок за функціями належить до інгібіторів протеаз, інгібіторів серинових протеаз. 
Секретований назовні.